# Raluca Mihai
Raluca Elena Mihai (n. Raluca Pomohaci, 18 octombrie 1986, în Baia Mare) este o handbalistă din România care joacă pentru clubul Minaur Baia Mare pe postul de extremă stânga. De asemenea, ea a fost componentă a echipei naționale de tineret a României, pentru care a jucat 7 meciuri, în care a înscris 10 goluri.

## Biografie
Raluca Mihai și-a făcut junioratul la echipele băimărene CS Marta Baia Mare și HC Selmont Baia Mare, de unde a fost apoi selectată la echipa de senioare HCM Baia Mare. În 2003, pentru o scurtă perioadă, ea a fost chemată în lotul național de tineret al României. În 2011, Raluca Mihai s-a transferat la „U” Jolidon Cluj.

## Palmares
- Liga Națională:
  - Medalie de argint: 2012
  - Medalie de bronz: 2013

- Supercupa României:
  - Finalistă: 2013